# خردسنگ
خُردسَنگ (انگلیسی: Microlith) به ابزارهای سنگی کوچکی گفته می‌شود که معمولاً از سنگ آتش‌زنه یا چرت ساخته شده و طول آنها حدود یک سانتی‌متر و عرضشان نیم سانتی‌متر است. انسان‌ها از حدود ۶۰٬۰۰۰ سال پیش در اروپا، آفریقا، آسیا و استرالیا این ابزار را می‌ساختند. خُردسنگ‌ها در ساخت سر نیزه و نوک پیکان به‌کار می‌رفتند.
خُردسنگ‌ها یا از تیغه‌ای کوچک (ریزتیغه) یا قطعه‌ای بزرگ‌تر و تیغه‌مانند از سنگ چخماق ساخته می‌شدند که با رتوش ناگهانی یا کوتاه انجام می‌گرفت و در نتیجه آن تکه‌زباله‌ای مشخص به نام ریزبراده به جا می‌ماند. خود خُردسنگ‌ها آن‌چنان با دقت شکل داده می‌شدند که بتوان آن‌ها را از زباله‌های کارگاهی یا شکستگی‌های تصادفی بازشناخت.
دو گروه اصلی از خُردسنگ‌ها تعریف شده‌اند: صفحه‌ای و هندسی. وجود مجموعه‌ای از خُردسنگ‌ها می‌تواند برای تاریخ‌گذاری یک محوطهٔ باستان‌شناسی سودمند باشد. خُردسنگ‌های صفحه‌ای اندکی بزرگ‌تر هستند و به دورهٔ پایانی پارینه‌سنگی زبرین و آغاز فراپارینه‌سنگی تعلق دارند؛ در حالی که خُردسنگ‌های هندسی شاخصهٔ دورهٔ میان‌سنگی و دوران نوسنگی هستند. انواع هندسی آن می‌توانند مثلثی، ذوزنقه‌ای یا هلالی باشند. تولید خُردسنگ‌ها پس از پیدایش کشاورزی (۸۰۰۰ پ. م) رو به افول نهاد، اما در فرهنگ‌هایی با پیشینهٔ ژرف در شکارگری ادامه یافت.
صرف‌نظر از گونه، خُردسنگ‌ها در ساخت سر سلاح‌های شکار، مانند نیزه و (در دوره‌های بعد) تیر و دیگر ابزارها به‌کار می‌رفتند و در سراسر آفریقا، آسیا و اروپا یافت می‌شوند. آن‌ها معمولاً با چوب، استخوان، رزین و الیاف ترکیب می‌شدند تا ابزار یا سلاحی مرکب ساخته شود و آثار چوب‌هایی که خُردسنگ‌ها به آن‌ها وصل شده بودند در سوئد، دانمارک و انگلستان یافته شده است. در یک سرنیزه یا نیزه ماهی‌گیری ممکن بود به‌طور میانگین ۶ تا ۱۸ خُردسنگ به کار برود، اما در تیرها فقط یک یا دو خُردسنگ استفاده می‌شد. این گذار از ابزارهای بزرگ‌تر مزیتی داشت: از آنجا که ساخت دستهٔ ابزار دشوارتر از نوک یا لبهٔ آن بود، جایگزینی خُردسنگ‌های کند یا شکسته با قطعات کوچک و قابل‌حمل بسیار آسان‌تر از ساخت دسته‌های جدید بود.

## گونه‌ها

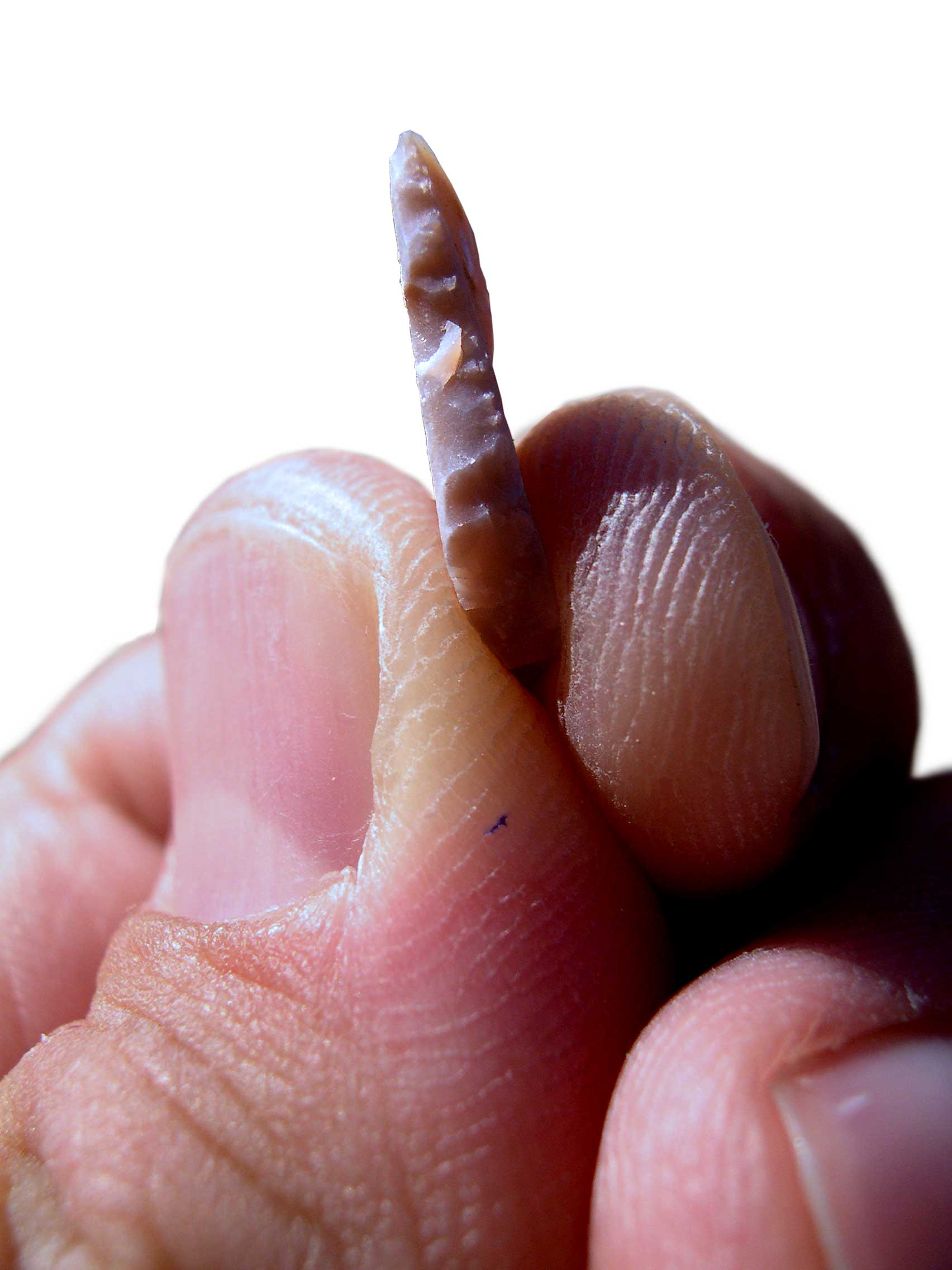
تیغهٔ لبه‌پشت‌دار

### خُردسنگ‌های صفحه‌ای و غیرهندسی
خُردسنگ‌های صفحه‌ای از دست‌کم دورهٔ گراوتیان یا احتمالاً آغاز پارینه‌سنگی زبرین شناخته شده‌اند و در دوره‌های میان‌سنگی و نوسنگی نیز ادامه یافته‌اند. وجود ابزارهایی مانند برّندهٔ نوای و ریزخاراها نشان می‌دهد که تولید خُردسنگ‌ها در فرهنگ گراوتیان آغاز شده بوده است.
این سبک از سنگ‌تراشی در دورهٔ مگدالنی شکوفا شد و در سنت‌های گوناگون فراپارینه‌سنگی در سراسر حوزهٔ مدیترانه ادامه یافت. این خردسنگ‌ها اندکی بزرگ‌تر از انواع هندسی بعدی بودند و از پَرَک‌های سنگ چخماق که از هسته‌ای کوچک یا فرسوده به دست می‌آمدند ساخته می‌شدند. این خُردسنگ‌ها یا با ضربه یا با اعمال فشار متغیر (اگرچه فشار روش بهتری است، اما پیچیده بوده و روش رایجی نبوده) ساخته می‌شدند.

#### تیغهٔ برش‌خورده
سه گونهٔ اصلی از خُردسنگ‌های صفحه‌ای وجود دارد. گونهٔ تیغهٔ بُرش‌خورده را می‌توان بر اساس محل برش (مثلاً مایل، قائم یا دوگانه) و شکل آن (کوژ یا کاو) به زیرگونه‌هایی تقسیم کرد. «راکلِت‌ها» به دلیل شکل ویژه‌شان متمایز هستند؛ این‌ها تیغه‌ها یا پَرَک‌هایی هستند که لبه‌هایشان با رتوش‌های تند تا نیم‌دایره‌ای یا حتی بی‌قواره تراش خورده‌اند. راکلِت‌ها شاخصهٔ فرهنگی مشخصی نیستند، چرا که از پارینه‌سنگی زبرین تا نوسنگی پدیدار می‌شوند.

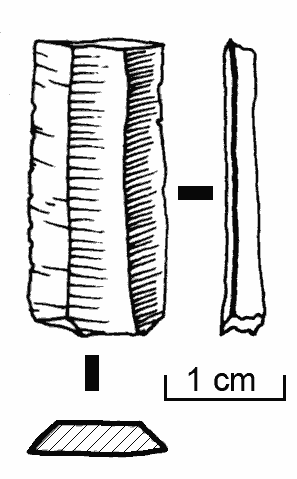
تیغهٔ سنگ چخماق
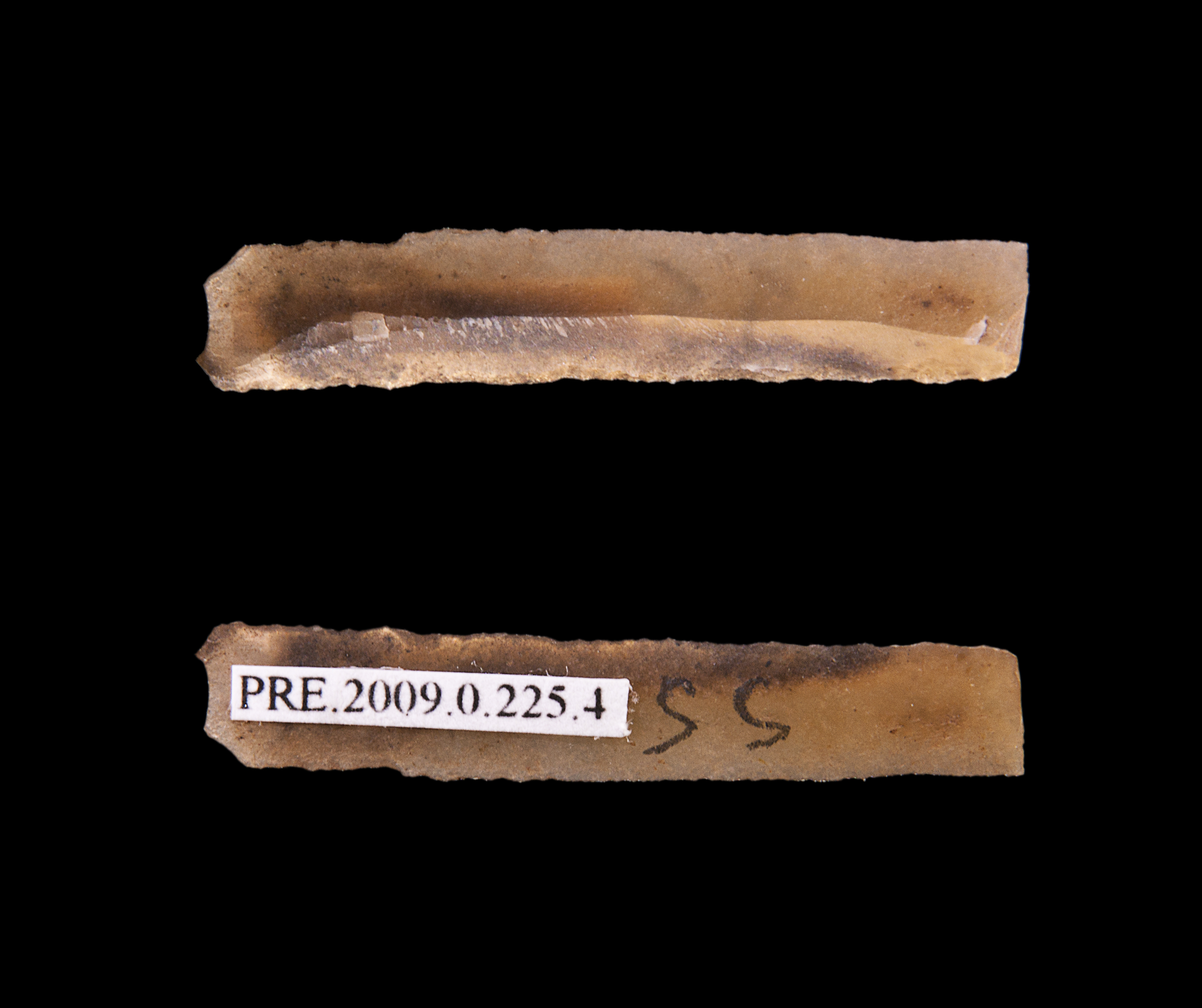
تیغهٔ کوچک بُرش‌خورده
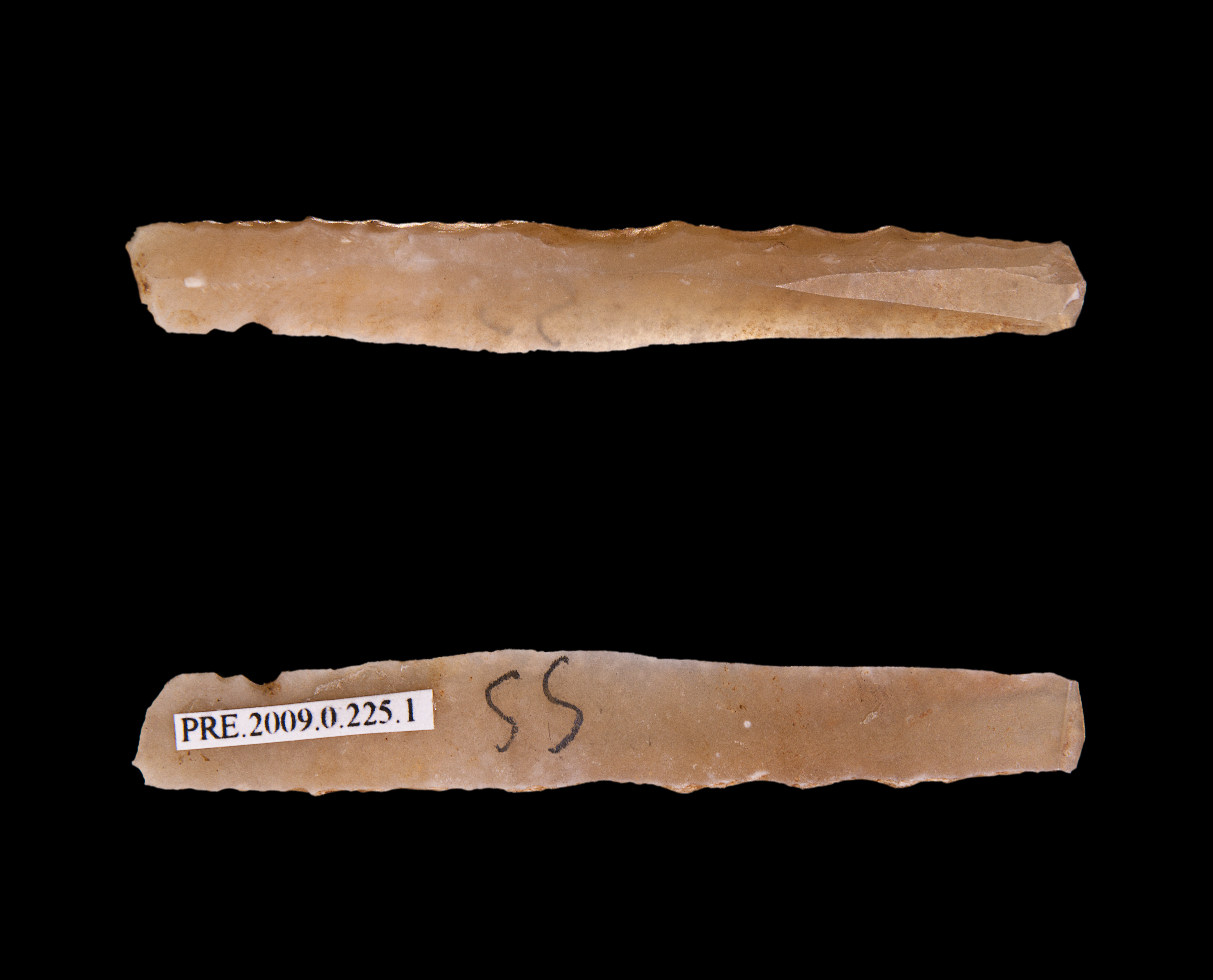
تیغهٔ کوچک با لبهٔ پشت‌دار
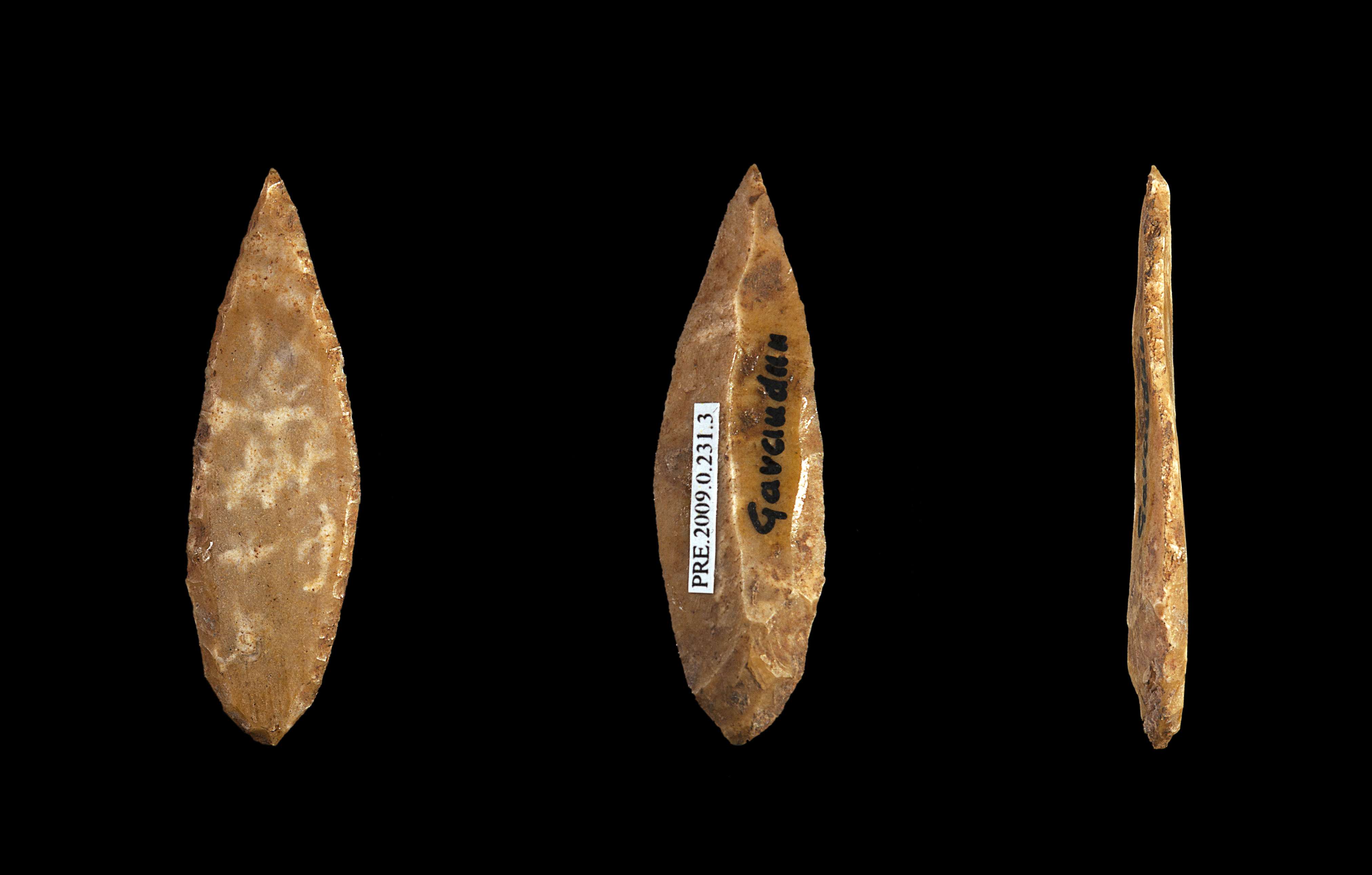
تیغهٔ کوچک دوفور

#### تیغه‌های لبه‌پشت‌دار
تیغه‌های لبه‌پشت‌دار آن دسته از تیغه‌هایی هستند که یکی از لبه‌های آن‌ها – معمولاً لبهٔ جانبی – با رتوش ناگهانی گرد یا پخ شده است. گونه‌های این تیغه‌ها نسبتاً کم‌شمارترند و می‌توان آن‌ها را به دو دستهٔ کلی تقسیم کرد: یکی آن‌هایی که کل لبه پشت‌دار شده، و دیگری آن‌هایی که فقط بخشی از آن چنین است یا حتی کاملاً راست است. این تیغه‌ها در روند شکل‌گیری تیغه‌ها نقشی بنیادین دارند و از آن‌ها شمار فراوانی از انواع دیگر مشتق شده‌اند. تیغه‌های کوچک «دوفور» تا سه سانتی‌متر طول دارند و با نیمرخی منحنی و رتوش نیمه‌ناگهانی، به‌دقت شکل داده شده‌اند. این ویژگی‌ها شاخص مرحله‌ای خاص در دورهٔ اوریگنیشن هستند. تیغه‌های لبه‌پشت‌دار سولوتری دارای رتوش‌های پررنگ و ناگهانی هستند، به‌گونه‌ای که دراز و باریک‌اند؛ اگرچه کمیاب‌اند، ولی مشخص‌کنندهٔ مراحل خاصی از دورهٔ سولوتری هستند. تیغه‌های «اوچتاتا» به‌جز در این نکته که لبهٔ پشت‌دارشان یکنواخت نیست، بلکه ناهموار است، به دیگر گونه‌ها شباهت دارند؛ این گونه از خُردسنگ‌ها مشخصهٔ دوره‌هایی از فراپارینه‌سنگی صحرانشینان است. تیغه‌های «ایبرو-موریسی» و «مونتبانی» با رتوش جانبی ناقص و نامنظم، شاخص تاردنوازی ایتالیا هستند.

#### نوک‌های کوچک
این ابزارهای بسیار تیز از تیغه‌های کوچکی تشکیل شده‌اند که با رتوش ناگهانی شکل گرفته‌اند. گونه‌های ناحیه‌ای بسیاری از این خُردسنگ‌ها وجود دارد که بیشترشان، به‌ویژه در نواحی غربی، بدون آگاهی از زمینهٔ باستان‌شناسی آن‌ها به‌سختی از یکدیگر بازشناخته می‌شوند. آنچه در ادامه آمده، گزیده‌ای محدود از آن‌ها است. نوک‌های برگ‌مانند (foliaceous) در اینجا ذکر نشده‌اند، چراکه با رتوش پوششی ساخته می‌شوند و گروهی جداگانه را تشکیل می‌دهند.
- نوک «شاتل‌پرونی» در واقع خُردسنگ واقعی نیست، ولی اندازه‌اش به خُردسنگ‌ها نزدیک است. قدمت زیاد و لبهٔ خمیدهٔ کوتاهش، آن را به پیش‌زمینه‌ای برای بسیاری از خُردسنگ‌های تیغه‌مانند تبدیل کرده است.
- نوک «گراوتی» یا نوک «ریزگراوتی»، گونه‌ای از خُردسنگ‌هاست که با رتوش ناگهانی لبه‌اش، دارای تیزی مشخصی نسبت به دیگر انواع است.
- نوک «آزیلی» حلقهٔ ارتباطی بین نوک‌های میکرولیتی مگدالنی و نمونه‌های فراپارینه‌سنگی غربی است. این نوک‌ها از طریق رتوش تند و تهاجمی‌شان قابل شناسایی‌اند.
- نوک «آرنسبورگی» نیز از گونه‌های فراپارینه‌سنگی غربی است، ولی شکل ویژه‌تری دارد: بر تیغه‌ای نه‌چندان کوچک ساخته می‌شود، لبه‌اش به‌طور اریب کوتاه شده و زبانه‌ای کوچک در آن هست که احتمالاً برای نصب روی سرنیزه به‌کار می‌رفته است.

گروه بعدی، مجموعه‌ای از نوک‌هایی از خاورمیانه را دربرمی‌گیرد که به‌عنوان نشانگرهای فرهنگی شناخته می‌شوند.
- نوک «امیره» از پارینه‌سنگی زبرین بسیار شبیه به نوک «شاتل‌پرونی» است که احتمالاً هم‌دوره‌اش می‌باشد، ولی کمی کوتاه‌تر بوده و بر تیغه ساخته شده، نه تیغه‌چه.
- نوک «الوَد» متعلق به پایان پارینه‌سنگی زبرین در همان منطقه است و از تیغه‌چه‌ای دراز و نازک ساخته شده است.
- نوک «خیامی» را باستان‌شناس اسپانیایی، گونسالس اچگارای، در محوطه‌های دوران نوسنگی اردن شناسایی کرده است. این نوک‌ها چندان شناخته‌شده نیستند، اما با دو بریدگی در پایهٔ خود که بی‌تردید برای نصب بوده، به‌سادگی شناسایی می‌شوند.[۸]

#### نوک آدلاید
نوک «آدلاید» در استرالیا یافت می‌شود. ساختار آن مبتنی بر بریدگی‌های پیاپی بر تیغه است و شکلی نزدیک به ذوزنقه دارد. این نوک نمایانگر تنوع زمانی و فرهنگی خردسنگ‌های تیغه‌مانند است؛ همچنین تفاوت‌های فنّی و شباهت‌های گاه‌به‌گاه آن‌ها را با خُردسنگ‌های هندسی نشان می‌دهد. گاهی ممکن است خُردسنگ‌های تیغه‌مانند به‌صورت ذوزنقه‌ای، مثلثی یا هلالی نیز توصیف شوند. با این حال، این خُردسنگ‌ها با گونه‌های هندسی تفاوت دارند، زیرا در ساخت گونه‌های هندسی عمدتاً از روش فناوری ریزبُرین استفاده شده است.

## سلاح‌ها و ابزارها
همهٔ انواع گوناگون خُردسنگ‌های لایه‌ای کاربردهایی با کارکرد مشخص ندارند. احتمال می‌رود که این ابزارها در نوک نیزه‌ها یا پرتابه‌های سبک به‌کار می‌رفته‌اند، و اندازهٔ کوچک آن‌ها نشان می‌دهد که به‌نوعی به دسته یا بدنه‌ای متصل می‌شده‌اند.
تیغه‌چه‌های پشت‌دار به‌ویژه در محوطه‌ای در فرانسه به‌نام پنسوان که سکونت‌گاه اواخر دوران مگدالنی را در خود جای داده، به‌وفور یافت شده‌اند. در بقایای برخی اجاق‌ها در این محل، تیغه‌چه‌ها در دسته‌های سه‌تایی کشف شده‌اند که شاید نشان‌دهندهٔ نصب آن‌ها به‌صورت سه‌تایی روی دسته باشد. در همین محل، نوک نیزه‌ای شاخی پیدا شده که دارای شیارهایی برای جاگذاری تیغه‌چه‌های سنگ آتش‌زنه بوده و احتمالاً با ماده‌ای رزینی چسبانده می‌شده است. نشانه‌هایی از فرسایش شدید بر برخی از این یافته‌ها مشاهده شده است.
متخصصان با انجام تحلیل میکروموردی بر ابزارها کوشیده‌اند کاربرد آن‌ها را شناسایی کنند، ولی گاهی دشوار بوده که ترک‌خوردگی‌های حاصل از ساخت ابزار را از شکستگی‌های ناشی از کاربرد متمایز سازند. خُردسنگ‌های یافت‌شده در هنگیست‌بری هد واقع در دورست، آثاری دارند که می‌تواند با اثر قلم اشتباه گرفته شود، ولی ممکن است ناشی از برخورد نوک به جسمی سخت و شکستن آن باشد. خُردسنگ‌های یافت‌شده در مکان‌های دیگر نیز مشکلات تفسیری مشابهی را به همراه داشته‌اند.
مدرکی استثنایی از کاربرد خُردسنگ‌ها در غار لاسکو در دوردونی فرانسه کشف شده است. در این محل، بیست تیغه‌چهٔ پشت‌دار همراه با بقایای ماده‌ای رزینی و اثری از دسته‌ای حلقه‌ای‌شکل (از شاخ حیوان) یافت شده که نشان می‌دهد این تیغه‌چه‌ها احتمالاً همانند دندان‌های آکج یا سلاحی مشابه در کنار هم نصب می‌شده‌اند.
در همهٔ این مکان‌ها، خُردسنگ‌های یافت‌شده از نوع تیغه‌های پشت‌دار، نوک‌ها و قطعات تراشه‌ای خشن بوده‌اند. با وجود شمار فراوان خُردسنگ‌های هندسی در اروپای غربی، نمونه‌های اندکی وجود دارد که شواهد روشنی از کاربردشان داشته باشند، و همهٔ این نمونه‌ها متعلق به دوره‌های میان‌سنگی یا نوسنگی هستند. با این حال، میان پژوهشگران اجماع وجود دارد که این ابزارها برای افزایش قدرت نفوذ پرتابه‌های سبک همچون آکج‌ها، زوبین‌ها، اسه‌گی‌ها و تیرها به‌کار می‌رفته‌اند.

## کشفیات

### استرالیا
رایج‌ترین گونه از خُردسنگ‌های یافت‌شده در استرالیا، ابزارهای پشت‌دار هستند. قدیمی‌ترین نمونه‌های این ابزارها به پایان پلیستوسن برمی‌گردند، ولی استفاده از آن‌ها در جوامع بومیان جزیره استرالیا طی هولوسن میانی شدت یافته و سپس در حدود هزار سال پیش از تهاجم بریتانیا به قاره در ۱۷۸۸ از مدار کاربرد بیرون رفته‌اند. دلیل این افزایش چشمگیر در استفاده، موضوعی مورد بحث در باستان‌شناسی است.
این ابزارها در سراسر قارهٔ استرالیا – به‌جز نواحی شمالی – یافت شده‌اند و به‌ویژه در جنوب‌شرق این قاره فراوان‌اند. در گذشته، ابزارهای پشت‌دار به دو گونهٔ نامتقارن «نقاط بوندی» و خُردسنگ‌های هندسی متقارن تقسیم می‌شدند، ولی به‌نظر می‌رسد هیچ الگوی جغرافیایی یا زمانی مشخصی در توزیع این اشکال وجود ندارد.
کارگاه‌هایی برای ساخت ابزارهای پشت‌دار در نگونگارا کشف شده‌اند که تنوع چشمگیری در شکل ابزارهای تولیدشده داشته‌اند. این تنوع به نیاز به تعویض اجزای ابزارهای مرکب نسبت داده شده است.
مطالعات کارکردی ابزارهای پشت‌دار در جنوب‌شرق استرالیا نشان داده‌اند که این ابزارها چندمنظوره و چندکاره بوده‌اند و کارکردهایی مشابه تراشه‌های بی‌رتوش یافته‌شده در همان محوطه‌ها داشته‌اند. یکی از شفاف‌ترین شواهد از کاربرد نظامی این ابزارها، کشف ۱۷ ابزار پشت‌دار در اسکلت یک مرد بالغ در منطقهٔ نارابین در حومهٔ سیدنی است که به حدود ۴۰۰۰ سال پیش بازمی‌گردد. به‌نظر می‌رسد این فرد با نیزه یا گرزی مرکب جان سپرده باشد.

### فرانسه

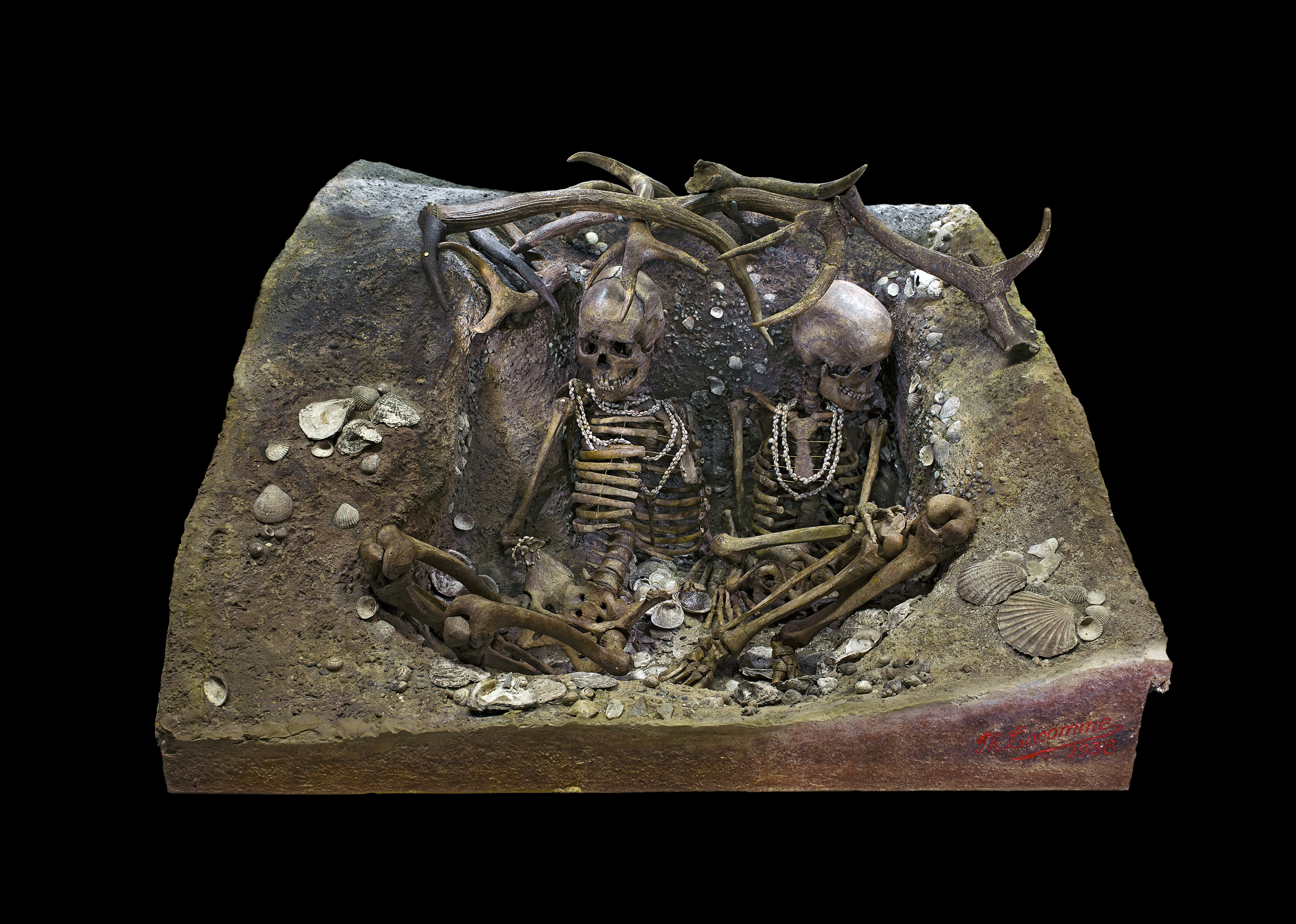
دو اسکلت در گور تِویِک

در فرانسه، یکی از محوطه‌های غیرمعمول چشمگیر است: گورستان میان‌سنگی تِویِک، جزیره‌ای در بِرِتانی. در این محل، خُردسنگ‌های فراوانی از جنس چخماق کشف شده‌اند که تاریخ آن‌ها بین ۶۷۴۰ تا ۵۶۸۰ سال پیش از حال برآورد شده است – نشانه‌ای از دوره‌ای طولانی از سکونت. پایان این استقرار در آغاز دوران نوسنگی رقم خورده است.
در یکی از اسکلت‌های یافت‌شده، یک خُردسنگ هندسی در یکی از مهره‌های ستون فقرات گیر کرده بوده است. همهٔ شواهد نشان می‌دهد که فرد بر اثر این پرتابه جان خود را از دست داده، گرچه مشخص نیست این رویداد عمدی بوده یا تصادفی. باور عمومی این است که خُردسنگ‌های هندسی عمدتاً در شکار و ماهی‌گیری استفاده می‌شده‌اند، ولی احتمال استفاده از آن‌ها به‌عنوان جنگ‌افزار نیز مطرح شده است.

### اسکاندیناوی
نمونه‌هایی از تیرهایی با خُردسنگ در اسکاندیناوی که به‌خوبی حفظ شده‌اند، در لوشولت، در بخش اوسبی در سوئد، و توئرموسه، در Vinderup در دانمارک کشف شده‌اند. این یافته‌ها، که به‌سبب شرایط خاص خلاش‌ها تقریباً به‌طور کامل سالم مانده‌اند، شامل تیرهای چوبی با خُردسنگ‌هایی هستند که با مواد رزینی و ریسمان به نوک آن‌ها متصل شده‌اند.
بر اساس اندازه‌گیری‌های رادیوکربن، تیرهای لوشولت مربوط به حدود ۸۰۰۰ پیش از میلاد هستند که با میانهٔ دورهٔ فرهنگ ماگلموسه هم‌زمان است. این دوره با گذار از بورئال آغازین به بورئال پایانی هم‌زمان بوده است.

### انگلستان
در انگلستان نمونه‌های بسیاری از ابزارهای ممکن متعلق به نهشته‌های میان‌سنگی کشف شده است. مشهورترین آن‌ها خُردسنگی از استار کار در یورک‌شر است که نشانه‌هایی از باقی‌ماندهٔ رزین بر آن دیده می‌شود، که احتمالاً برای اتصال آن به نوک پرتابه به‌کار می‌رفته. در حفاری‌های اخیر، نمونه‌های دیگری نیز یافته شده‌اند. باستان‌شناسان در محوطهٔ Risby Warren V در لینکلن‌شر ردیف هشت‌تایی از خُردسنگ‌های مثلثی کشف کرده‌اند که با فاصله‌ای منظم در امتداد لکه‌ای تیره قرار دارند – احتمالاً اثر باقیمانده‌ای از بدنهٔ چوبی تیر بوده است. همچنین در محوطهٔ Readycon Dene در یورک‌شر غربی، ۳۵ خُردسنگ در کنار هم یافت شده‌اند که به‌نظر می‌رسد به یک پرتابه مربوط بوده باشند. در Urra Moor در یورک‌شر شمالی نیز ۲۵ خُردسنگ با نظمی استثنایی و متقارن کشف شده‌اند که احتمال ارتباط آن‌ها با یکدیگر را نشان می‌دهد.
مطالعه بر آثار باستانی انگلستان و اروپا نشان داده است که پرتابه‌ها با تعداد بسیار متغیری از خُردسنگ‌ها ساخته می‌شدند: در توئرموسه تنها یکی وجود داشته، در لوشولت دو عدد (یکی برای نوک و دیگری به‌عنوان پرهٔ هدایت‌کننده)، در White Hassocks در یورک‌شر غربی، بیش از ۴۰ عدد با هم یافت شده‌اند؛ میانگین استفاده از ۶ تا ۱۸ قطعه در هر پرتابه گزارش شده است.

### هند
پژوهش‌های اولیه، صنعت خُردسنگی در هند را پدیده‌ای متعلق به هولوسن می‌دانستند، ولی پژوهشی تازه، داده‌های محکمی ارائه می‌دهد که نشان می‌دهد صنعت خُردسنگی در زیرقاره هند به حدود ۴۵ هزار سال پیش بازمی‌گردد. این پژوهش همچنین داده‌های ژنتیکی، دیرین‌محیطی و باستان‌شناسی را تلفیق کرده و بر این باور است که پیدایش خُردسنگ در این منطقه می‌تواند ناشی از افزایش جمعیت و انطباق با وخامت شرایط زیست‌محیطی بوده باشد.

### سری‌لانکا
در سال ۱۹۶۸ محل‌هایی از تدفین انسان در غار فاهین در سری‌لانکا کشف شد. حفاری بعدی در سال ۱۹۸۸ به کشف ابزارهای سنگی خُردسنگی، بقایای اجاق‌های پیشاتاریخی و مواد آلی مانند گیاهان و استخوان‌های انسانی انجامید. تاریخ‌گذاری رادیوکربنی نشان می‌دهد که این غار از حدود ۳۳٬۰۰۰ سال پیش، یعنی پلیستوسن پایانی و دوران میان‌سنگی، تا حدود ۴۷۵۰ سال پیش، یعنی نوسنگی در هولوسن میانی مسکونی بوده است. بقایای انسانی یافت‌شده در لایه‌های مختلف به دانشگاه کرنل فرستاده شده و توسط کنت ای. آر. کندی و دانشجوی کارشناسی ارشد جوانا زاهورسکی بررسی شده‌اند. سری‌لانکا کهن‌ترین نمونه‌های شناخته‌شده از خُردسنگ‌ها را ارائه داده است؛ خُردسنگ‌هایی که در اروپا تا آغاز هولوسن پدیدار نشده بودند. مطالعه‌ای در سال ۲۰۱۹ نشان داد که مجموعهٔ خُردسنگی غار فاهین لنا کهن‌ترین مجموعهٔ خُردسنگی در جنوب آسیا را نشان می‌دهد که قدمتی بین ۴۸٬۰۰۰ تا ۴۵٬۰۰۰ سال پیش دارد.

### تاریخ‌گذاری

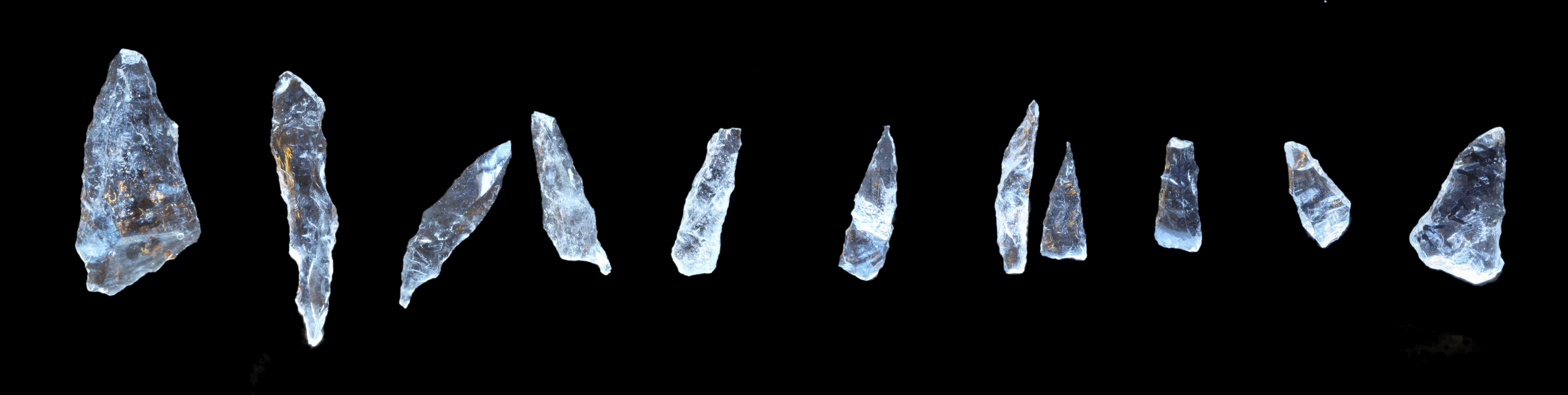
نوک نیزه از جنس بلور، حدود ۸۰۰۰–۷۰۰۰ پیش از میلاد، در موزهٔ تاریخ سیون

خُردسنگ‌های لایه‌ای از رایج‌ترین یافته‌ها در دورهٔ پارینه‌سنگی پسین و میان‌سنگی هستند، تا جایی که بسیاری از مطالعات از آن‌ها به‌عنوان شاخص‌های زمانی برای تعیین مراحل مختلف فرهنگ‌های پیشاتاریخی بهره برده‌اند.
در دوران میان‌سنگی و پارینه‌سنگی نهایی، حضور خُردسنگ‌های لایه‌ای یا هندسی به‌عنوان ابزار تعیین تاریخ نهشته‌های وابسته به سنت‌های فرهنگی مختلف به‌کار رفته‌اند. برای نمونه، در کوه‌های اطلس در شمال‌غرب آفریقا، پایان دورهٔ پارینه‌سنگی پسین با پایان سنت آتری در تولید خُردسنگ‌های لایه‌ای هم‌زمان است و حضور یا نبود این ابزارها در نهشته‌ها امکان تاریخ‌گذاری را فراهم می‌کند. در خاور نزدیک، خُردسنگ‌های لایه‌ای سنت کباری جای خود را به خُردسنگ‌های هندسی فرهنگ ناتوفی دادند، که حدود ۱۱٬۰۰۰ سال پیش رخ داد. این الگو در سراسر حوضهٔ مدیترانه و در بیشتر نقاط اروپا تکرار می‌شود.
در انگلستان نیز روندی مشابه دیده می‌شود، که در آن غلبهٔ خُردسنگ‌های کشیده به‌جای دیگر گونه‌های متداول، امکان تقسیم میان‌سنگی به دو مرحله را فراهم کرده: مرحلهٔ میان‌سنگی کهن یا لایه‌ای، در حدود ۸۳۰۰–۶۷۰۰ پیش از میلاد، و مرحلهٔ میان‌سنگی متأخر یا هندسی. نهشته‌ها را می‌توان بر اساس مجموعهٔ ابزارهای یافت‌شده در آن‌ها تاریخ‌گذاری کرد. نویسندهٔ مزبور همچنین پیشنهاد داده که خُردسنگ‌های هندسی ممکن است جایگزین یک یا دو ردیف از دندان‌ها در نیزه‌های شاخ‌استخوانی متداول در دورهٔ پارینه‌سنگی پسین شده باشند (ص. ۸۴).